# Bulbinella rossii
Il giglio di Ross (Bulbinella rossii (Hook.f.) Mottet) è una pianta della famiglia Asphodelaceae.
È una delle megaerbe neozelandesi.

## Descrizione
Possiede grosse foglie nastriformi, molto carnose, lunghe fino a 60 cm.
I fiori sono color giallo acceso e sono posti all'estremità di uno stelo lungo fino a 90 cm.
I parenti più prossimi di questa pianta sono il giglio maori (Bulbinella hookeri), delle isole principali neozelandesi, e la coda di gatto gialla (Bulbinella floribunda) sudafricana.